# Nemanja Jović
Nemanja Jović (en serbe : Немања Јовић), né le 8 août 2002 à Zvornik en Bosnie-Herzégovine, est un footballeur international serbe qui évolue au poste d'ailier gauche à l'Ittihad Kalba.

## Biographie

### Carrière en club
Né à Zvornik en Bosnie-Herzégovine, Nemanja Jović est formé au Partizan Belgrade. C'est avec ce club qu'il commence sa carrière professionnelle en 2020. Il joue son premier match le 16 décembre 2020, à l'occasion d'une rencontre de championnat face au FK Mladost Lučani. Il entre en jeu à la place de Seydouba Soumah ce jour-là, et son équipe l'emporte par quatre buts à zéro.
Le 25 mai 2021 il participe à la finale de la Coupe de Serbie face au rival de l'Étoile rouge de Belgrade. Il est titularisé au poste d'ailier gauche et son équipe est battue aux tirs au but.

### En sélection
Nemanja Jović est éligible pour représenter la Serbie ou la Bosnie-Herzégovine. Il joue notamment pour l'équipe de Bosnie-Herzégovine des moins de 17 ans de 2018 à 2019, pour sept sélections et un but. Il choisit ensuite de représenter la sélection serbe.
Jović compte deux sélections avec l'équipe de Serbie des moins de 19 ans, jouant deux matchs en 2021.
En mai 2021, il est retenu par Dragan Stojković, le sélectionneur de l'équipe nationale de Serbie pour des matchs amicaux en juin. Il honore sa première sélection avec la Serbie le 7 juin 2021 contre la Jamaïque. Il est titularisé ce jour-là et les deux équipes se neutralisent (1-1).

### Style de jeu
Doué techniquement, Nemanja Jović est capable de jouer ailier ou milieu offensif axial, en numéro 10. Il se distingue par sa capacité à créer des espaces, faire des appels et ne rechigne aux tâches défensives. C'est un joueur qui est toujours en mouvement, qui aime les petits espaces et jouer sur une ou deux touches de balles. Il possède une bonne frappe de balle qui lui permet de tirer les coups de pied arrêtés.

## Palmarès
Partizan Belgrade
- Coupe de Serbie :
  - Finaliste : 2020-21.